# Geranomyia longifimbriata
Geranomyia longifimbriata är en tvåvingeart som först beskrevs av Alexander 1931.  Geranomyia longifimbriata ingår i släktet Geranomyia och familjen småharkrankar. Inga underarter finns listade i Catalogue of Life.